# Октябрське (Челябінська область)
Октябрське — село, адміністративний центр Октябрського району Челябінської області Росії. Розташовано приблизно за 120 км на південний схід від Челябінська (по автодорозі — 128 км), на березі озера Шишкіно, за 100 км на північний схід від залізничної станції Троїцьк.
Населення: 7562 жителів (2007), у складі Октябрського сільського поселення — 9020 жителів.
Село засноване на початку XX століття в результаті злиття хуторів Калмикове, Кемерове, Полякове, Храмцова під назвою Калмикова. З 1935 р називається Октябрське.
В Октябрську — центральна садиба і перша бригада колгоспу імені Т. Г. Шевченка, інші підприємства.

## Населення
| 1959 | 1970  | 1979  | 1989  | 2002  | 2010  |
| ---- | ----- | ----- | ----- | ----- | ----- |
| 2803 | ↗5465 | ↗6913 | ↗7975 | ↘7562 | ↘6780 |